# 波多野盛通
波多野 盛通（はだの もりみち）は、鎌倉時代前期の武士。

## 生涯
相模国余綾郡波多野荘を名字の地とする波多野氏の一族で、本領である波多野荘を相伝した波多野義景の子。甲斐国八代郡岩間の地を領し、岩間三郎とも称された。正治2年（1200年）梶原景時の変では梶原氏に属した勝木宗則と戦う。宗則は相撲の達者かつ筋力に優れた武士で、盛通は畠山重忠の助力を得てこれを無事に捕縛することに成功した。真壁秀幹が宗則を捕らえたのは畠山重忠であるとして盛通の戦功を疑ったが、重忠自身が盛通を弁護したため事なきを得た。
建暦3年（1213年）和田合戦では、傍流の波多野忠綱や朝定らが北条氏方の先鋒を務める中、和田氏方の主力を担った横山党の女婿だった関係で和田義盛に味方する。開戦2日目の5月3日に舅の横山時兼とともに増援として参陣したが、同日の合戦に和田氏方は敗れて盛通も同太郎・弥次郎とともに戦死した。戦後、甲斐岩間の地は伊賀光季に与えられている。